# Peter Draper
Peter Draper (* 28. April 1925 in Porthcawl, Wales; † 9. Februar 2004 in Exeter, Devon) war ein britischer Drehbuchautor und Dramatiker, der durch den Kinofilm Was kommt danach…? internationale Bekanntheit erlangte.

## Leben und Karriere
Der 1925 in der walisischen Kleinstadt Porthcawl geborene Peter Draper arbeitete während seines Studiums an der Kunstschule am West of England Children’s Theatre und wechselte anschließend als Schauspieler und Bühnenmanager zur Bristol Old Vic Company. Draper entschloss sich, Schriftsteller zu werden und erhielt ein regelmäßiges Einkommen aus der Arbeit in einer Werbeagentur, bevor er 1950 mit zwei Partnern die Milton Head Pottery Company in Brixham, Devon, gründete. Die Töpferei befand sich im Old Pound House in der Milton Street in Brixham. Die Milton Head Pottery lief von 1950 bis 1959, Draper war als Künstler und Designer dort mehrere Jahre lang Miteigentümer der „Brixham-Keramik“, bevor er sich im Jahr 1958 gänzlich entschloss, als Vollzeitautor zu leben. Er begann, Drehbücher für Fernsehserien und Fernsehfilme zu verfassen. So entstanden in den 1950er und 1960er Jahren Arbeiten für Fernsehserien wie ITV Television Playhouse, The Plane Makers, Front Page Story oder The Power Game. Zu Michael Winners Filmdrama The System lieferte er 1964 sein erstes Drehbuch für die große Leinwand. Im Jahr 1966 entstand aus Drapers Feder das Theaterstück A Season in Love, das bei Penguin Books erschien. Im Jahr 1967 wandte sich Peter Draper erneut dem Kino zu. Für Winner schrieb er dieses Mal das Drehbuch zu dessen romantischem Drama Was kommt danach…? mit Oliver Reed und Orson Welles in den Hauptrollen. 1970 folgte das Drehbuch für das Leinwanddrama The Buttercup Chain, verfilmt von Regisseur Robert Ellis Miller und in der Besetzung Hywel Bennett, Leigh Taylor-Young und Jane Asher. Danach kehrte Draper als Drehbuchautor weitgehend zum Fernsehen zurück. In den 1970er Jahren entstanden noch Arbeiten für Fernsehserien wie Perils of Pendragon und Poldark. Seine letzte Arbeit für das Fernsehen entstand 1983, wo er für die TV-Serie Jemima Shore Investigates eine Episode verfasste.
Draper verstarb am 9. Februar 2004 im Alter von 78 Jahren im Royal Devon und Exeter Hospital in Exeter in der Grafschaft Devon. Er hinterließ vier Töchter. Sein Enkel ist der britische Filmregisseur und Filmeditor Benjamin Barfoot.

## Filmografie (Auswahl)

### Filme
- 1964: The System
- 1967: Was kommt danach…? (I'll Never Forget What's'isname)
- 1970: The Buttercup Chain

### Fernsehen
- 1958–1963: ITV Television Playhouse (Fernsehserie, 10 Episoden)
- 1963: The Plane Makers (Fernsehserie, 3 Episoden)
- 1965: Sunday Out of Season (Fernsehfilm)
- 1965: Front Page Story (Fernsehserie, 2 Episoden)
- 1965–1969: The Power Game (Fernsehserie, 11 Episoden)
- 1974: Perils of Pendragon (Fernsehserie, 6 Episoden)
- 1975: Poldark (Fernsehserie, 3 Episoden)
- 1983: Jemima Shore Investigates (Fernsehserie, 1 Episode)

## Dramen
- 1966: A Season in Love